# Barranc de Coll d'Estessa
El barranc de Coll d'Estessa és un barranc de l'antic terme d'Hortoneda de la Conca, actualment integrant del municipi de Conca de Dalt, al Pallars Jussà, en l'àmbit del poble d'Hortoneda.
Es forma al sud-est del Coll d'Estessa, a 1.179 mestres d'altitud, des d'on davalla cap al nord, en el primer tram, per anar-se decantant cap al nord-est, fins que s'aboca en la llau del Goteller a migdia de l'Abeurada.